# ATP de Nice
O ATP de Nice foi uma competição de tênis masculina, em quadras de saibro, no complexo Nice Lawn Tennis Club, em Nice, França. Sua última edição foi em 2016.

## Finais

### Simples
| Ano                                     | Campeão             | Vice-campeão       | Resultado                 |
| --------------------------------------- | ------------------- | ------------------ | ------------------------- |
| 2016                                    | Dominic Thiem       | Alexander Zverev   | 6–3, 3–6, 6–0             |
| 2015                                    | Dominic Thiem       | Leonardo Mayer     | 86–7, 7–5, 7–62           |
| 2014                                    | Ernests Gulbis      | Federico Delbonis  | 6–1, 7–65                 |
| 2013                                    | Albert Montañés     | Gaël Monfils       | 6–0, 7–63                 |
| 2012                                    | Nicolás Almagro     | Brian Baker        | 6–3, 6–2                  |
| 2011                                    | Nicolás Almagro     | Victor Hănescu     | 56–7, 6–3, 6–3            |
| 2010                                    | Richard Gasquet     | Fernando Verdasco  | 6–3, 5–7, 7–65            |
| Torneio não realizado entre 2009 e 1996 |                     |                    |                           |
| 1995                                    | Marc Rosset         | Yevgeny Kafelnikov | 6–4, 6–0                  |
| 1994                                    | Alberto Berasategui | Jim Courier        | 6–4, 6–2                  |
| 1993                                    | Marc-Kevin Goellner | Ivan Lendl         | 1–6, 6–4, 6–2             |
| 1992                                    | Gabriel Markus      | Javier Sánchez     | 6–4, 6–4                  |
| 1991                                    | Martín Jaite        | Goran Prpić        | 3–6, 7–6, 6–3             |
| 1990                                    | Juan Aguilera       | Guy Forget         | 2–6, 6–3, 6–4             |
| 1989                                    | Andrei Chesnokov    | Jérôme Potier      | 6–4, 6–4                  |
| 1988                                    | Henri Leconte       | Jérôme Potier      | 6–2, 6–2                  |
| 1987                                    | Kent Carlsson       | Emilio Sánchez     | 7–6, 6–3                  |
| 1986                                    | Emilio Sánchez      | Paul McNamee       | 6–1, 6–3                  |
| 1985                                    | Henri Leconte       | Víctor Pecci       | 6–4, 6–4                  |
| 1984                                    | Andrés Gómez        | Henrik Sundström   | 6–1, 6–4                  |
| 1983                                    | Henrik Sundström    | Manuel Orantes     | 7–5, 4–6, 6–3             |
| 1982                                    | Balázs Taróczy      | Yannick Noah       | 6–2, 3–6, 13–11           |
| 1981                                    | Yannick Noah        | Mario Martinez     | 6–4, 6–2                  |
| 1980                                    | Björn Borg          | Manuel Orantes     | 6–2, 6–0, 6–1             |
| 1979                                    | Víctor Pecci        | John Alexander     | 6–3, 6–2, 7–5             |
| 1978                                    | José Higueras       | Yannick Noah       | 6–3, 6–4, 6–4             |
| 1977                                    | Björn Borg          | Guillermo Vilas    | 6–4, 1–6, 6–2, 6–0        |
| 1976                                    | Corrado Barazzutti  | Jan Kodeš          | 6–2, 2–6, 5–7, 7–6, 8–6   |
| 1975                                    | Dick Crealy         | Iván Molina        | 7–6, 6–4, 6–3             |
| 1973                                    | Manuel Orantes      | Adriano Panatta    | 7–6, 5–7, 4–6, 7–6, 12–10 |
| 1972                                    | Ilie Năstase        | Jan Kodeš          | 6–0, 6–4, 6–3             |
| 1971                                    | Ilie Năstase        | Jan Kodeš          | 10–8, 11–9, 6–1           |

### Duplas
| Ano  | Campeões                          | Vice-campeões                      | Resultado         |
| ---- | --------------------------------- | ---------------------------------- | ----------------- |
| 2016 | Juan Sebastián Cabal Robert Farah | Mate Pavić Michael Venus           | 4–6, 6–4, [10–8]  |
| 2015 | Mate Pavić Michael Venus          | Jean-Julien Rojer Horia Tecău      | 7–64, 2–6, [10–8] |
| 2014 | Martin Kližan Philipp Oswald      | Rohan Bopanna Aisam-ul-Haq Qureshi | 6–2, 6–0          |
| 2013 | Johan Brunström Raven Klaasen     | Juan Sebastián Cabal Robert Farah  | 6–3, 6–2          |
| 2012 | Bob Bryan Mike Bryan              | Oliver Marach Filip Polášek        | 7–65, 6–3         |
| 2011 | Eric Butorac Jean-Julien Rojer    | Santiago González David Marrero    | 6–3, 6–4          |
| 2010 | Marcelo Melo Bruno Soares         | Rohan Bopanna Aisam-ul-Haq Qureshi | 1–6, 6–3, [10–5]  |